# Lalla Hasna
Lalla Hasna de Marruecos (en árabe: الأمالأميرة لالة حسناء, nacida el 19 de noviembre de 1967 en Rabat) es la tercera hija del difunto rey Hasán II de Marruecos y su segunda esposa, Lalla Latifa Hammou.

## Biografía
Realizó sus estudios primarios y secundarios en el Colegio Real de Rabat.
Al igual que sus hermanos, fue educada por niñeras españolas (Pepi, Rosi, Dolores, Pilar y María), por lo que domina el idioma español.
El 13 de diciembre de 1991 se casó con Khalid Benharbit (nacido en 1959), médico cardiólogo. Tuvieron dos hijas:
- Lalla Oumaima Benharbit (nacido el 15 de diciembre de 1995).
- Lalla Oulaya Benharbit (nacida el 20 de octubre de 1997).[1]

La princesa Lalla Hasna tiene dos hermanos varones, el rey Mohammed VI y el príncipe Moulay Rachid, y dos hermanas, las princesas Lalla Meryem y Lalla Asma.
Desde su infancia, la princesa Hasna ha estado interesada en las actividades sociales y culturales, con especial hincapié en las cuestiones medioambientales en Marruecos. En 1999 se lanzó la campaña nacional para la protección del medio ambiente y se entregó el premio a la más hermosa y limpia playa de Marruecos.
Para apuntalar su trabajo, se constituyó la Fundación Mohamed VI para la protección del medio ambiente en 2001 y es presidida por la princesa Lalla Hasna. Ella preside la junta directiva de la fundación y regularmente realiza visitas de terreno para sensibilizar a la población acerca de los problemas medioambientales.
En 2002, la princesa Lalla Hasna creó el premio de periodistas jóvenes para el medio ambiente y en el 2003 se creó un premio otorgado anualmente por la fotografía en el día del internacional del medio ambiente.
Ella es presidenta de honor de la Asociación Hassanate para el Desarrollo Humano.
En 2018 fue designada doctora honoraria en Desarrollo Sostenible por la Universidad de Ritsumeikan.

## Patronazgos
- Presidenta de la Fundación para la Salvaguarda del Patrimonio Cultural de Rabat.
- Presidenta de Honor de la Liga Nacional de Mujeres Civiles y Servidoras Semi-Civiles.
- Presidenta de Honor de la Asociación Marroquí de Ayuda a los Niños Enfermos (AMAEM).
- Presidenta de Honor de Aldeas Infantiles SOS de Marruecos.
- Presidenta de Honor de la Asociación Al-Ihsane.
- Presidenta de Honor de la Asociación Anti-Miopatías de Marruecos.
- Presidenta de la Fundación Mohamed VI de Protección del Medio Ambiente.
- Presidenta de la Asociación Marroquí de Arqueología y Patrimonio (SMAP).

## Títulos y tratamientos
Esta tabla aún no está actualizada. Puedes contribuir aportando información sobre títulos y tratamientos de esta persona.

## Distinciones honoríficas

### Distinciones honoríficas marroquíes
- Dama gran cordón de la Orden del Trono.[1]

### Distinciones honoríficas extranjeras
- Dama gran cruz de la Real Orden de Isabel la Católica (Reino de España, 22/09/1989).[6]
- Dama gran cruz de la Orden de Leopoldo II de Bélgica (Reino de Bélgica, 05/10/2004).[1]
- Dama gran cruz de la Orden Mexicana del Águila Azteca (Estados Unidos Mexicanos, 11/02/2005).[1]
- Premio Internacional Fundación GOI para la Paz (Tokio, 23/11/2018).[7]

## Ancestros
|  |                                        |  |  |  |  |  |  |  |  |  |  |  |  |  |  |  |
|  | 16. Sultán Hasán I de Marruecos        |  |  |  |  |  |  |  |  |  |  |  |  |  |  |  |
|  |                                        |  |  |  |  |  |  |  |  |  |  |  |  |  |  |  |
|  |                                        |  |  |  |  |  |  |  |  |  |  |  |  |  |  |  |
|  | 8. Sultán Yusef de Marruecos           |  |  |  |  |  |  |  |  |  |  |  |  |  |  |  |
|  |                                        |  |  |  |  |  |  |  |  |  |  |  |  |  |  |  |
|  |                                        |  |  |  |  |  |  |  |  |  |  |  |  |  |  |  |
|  | 17. Lalla Ruqiya                       |  |  |  |  |  |  |  |  |  |  |  |  |  |  |  |
|  |                                        |  |  |  |  |  |  |  |  |  |  |  |  |  |  |  |
|  |                                        |  |  |  |  |  |  |  |  |  |  |  |  |  |  |  |
|  | 4. Rey Mohamed V de Marruecos          |  |  |  |  |  |  |  |  |  |  |  |  |  |  |  |
|  |                                        |  |  |  |  |  |  |  |  |  |  |  |  |  |  |  |
|  |                                        |  |  |  |  |  |  |  |  |  |  |  |  |  |  |  |
|  | 9. Lalla Yaqut                         |  |  |  |  |  |  |  |  |  |  |  |  |  |  |  |
|  |                                        |  |  |  |  |  |  |  |  |  |  |  |  |  |  |  |
|  |                                        |  |  |  |  |  |  |  |  |  |  |  |  |  |  |  |
|  | 2. Rey Hasán II de Marruecos           |  |  |  |  |  |  |  |  |  |  |  |  |  |  |  |
|  |                                        |  |  |  |  |  |  |  |  |  |  |  |  |  |  |  |
|  |                                        |  |  |  |  |  |  |  |  |  |  |  |  |  |  |  |
|  | 20. Sultán Hasán I de Marruecos (= 16) |  |  |  |  |  |  |  |  |  |  |  |  |  |  |  |
|  |                                        |  |  |  |  |  |  |  |  |  |  |  |  |  |  |  |
|  |                                        |  |  |  |  |  |  |  |  |  |  |  |  |  |  |  |
|  | 10. Moulay Mohammed bin Hassan         |  |  |  |  |  |  |  |  |  |  |  |  |  |  |  |
|  |                                        |  |  |  |  |  |  |  |  |  |  |  |  |  |  |  |
|  |                                        |  |  |  |  |  |  |  |  |  |  |  |  |  |  |  |
|  | 5. Lalla Abla bint Mohammed al-Tahar   |  |  |  |  |  |  |  |  |  |  |  |  |  |  |  |
|  |                                        |  |  |  |  |  |  |  |  |  |  |  |  |  |  |  |
|  |                                        |  |  |  |  |  |  |  |  |  |  |  |  |  |  |  |
|  | 1. Lalla Hasna de Marruecos            |  |  |  |  |  |  |  |  |  |  |  |  |  |  |  |
|  |                                        |  |  |  |  |  |  |  |  |  |  |  |  |  |  |  |
|  |                                        |  |  |  |  |  |  |  |  |  |  |  |  |  |  |  |
|  | 24. Mouha ou Aqqa                      |  |  |  |  |  |  |  |  |  |  |  |  |  |  |  |
|  |                                        |  |  |  |  |  |  |  |  |  |  |  |  |  |  |  |
|  |                                        |  |  |  |  |  |  |  |  |  |  |  |  |  |  |  |
|  | 12. Mouha ou Hammou Zayani             |  |  |  |  |  |  |  |  |  |  |  |  |  |  |  |
|  |                                        |  |  |  |  |  |  |  |  |  |  |  |  |  |  |  |
|  |                                        |  |  |  |  |  |  |  |  |  |  |  |  |  |  |  |
|  | 6. Hassan ould Mouha ou Hammou Zayani  |  |  |  |  |  |  |  |  |  |  |  |  |  |  |  |
|  |                                        |  |  |  |  |  |  |  |  |  |  |  |  |  |  |  |
|  |                                        |  |  |  |  |  |  |  |  |  |  |  |  |  |  |  |
|  | 13. Hennou                             |  |  |  |  |  |  |  |  |  |  |  |  |  |  |  |
|  |                                        |  |  |  |  |  |  |  |  |  |  |  |  |  |  |  |
|  |                                        |  |  |  |  |  |  |  |  |  |  |  |  |  |  |  |
|  | 3. Lalla Fatima Amahzoune              |  |  |  |  |  |  |  |  |  |  |  |  |  |  |  |
|  |                                        |  |  |  |  |  |  |  |  |  |  |  |  |  |  |  |
|  |                                        |  |  |  |  |  |  |  |  |  |  |  |  |  |  |  |